# Al-Fadżr
Al-Fadżr (arab. ‏سورة الفجر‎ Sūrat ul-Faǧr) –  89. sura Koranu.
Sura opisuje zniszczenie bezbożnych narodów, takich jak Egipcjanie i mieszkańcy Iremu. Potępia także ludzi miłujących bogactwo i patrzących z pogardą na ubogich i sieroty. Allah obiecuje w tej surze sprawiedliwym muzułmanom Dżannah – ostatni werset stwierdza „Wejdźcie do mojego Raju”.